# QEMM
QEMM(Quarterdeck Expanded Memory Manager)은 쿼터데크 오피스 시스템즈가 1980년대 말부터 1990년대 말까지 생산한 메모리 관리자이다. MS-DOS와 그 밖의 다른 도스 운영 체제의 가장 유명한 메모리 관리자이기도 했다.

## 제품
- QRAM: 286 이상 CPU를 위한 메모리 관리자이며 칩스 앤드 테크놀로지스사의 칩셋을 지원한다. 2.02에는 SHADOWRAM 스위치를 추가하였다. QEXT는 XMS를 제대로 할당하기 시작했다. QEMM 6.02, Manifest 1.13부터 VIDRAM, Optimize, LOADHI를 포함하기 시작했다.
- QEMM 게임 에디션: 쿼터데크 게임러너를 포함한 QEMM 버전이다.
- QEMM 메가번들: 윈도용 사이드킥에 포함된 버전으로 사이드바 1.00과 QEMM 7.5를 포함한다.
- DESQview 386: DESQview와 QEMM-386을 포함한다.

## 기능/도구
- QEMM 드라이버
- DOS-Up
- HOOKRAM
- MagnaRAM
- Manifest
- Optimize
- QDPMI
- QEMM 50/60
- Stealth

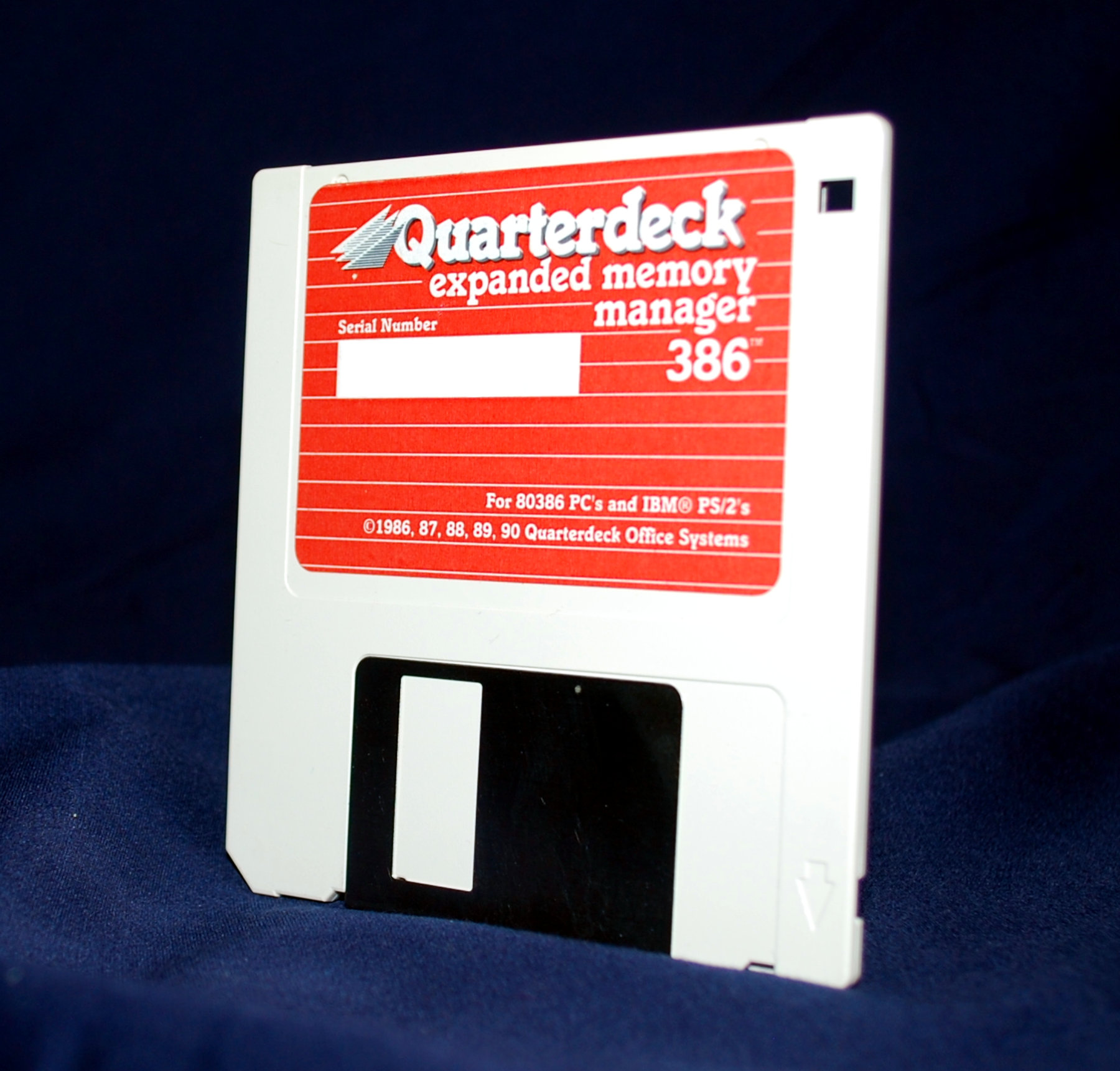
80386 및 IBM PS/2 PC용 QEMM

- Stealth DoubleSpace/D*Space
- T386
- Vidram

## 같이 보기
- 리얼 모드
- 언리얼 모드
- 보호 모드
- 기본 메모리